# Secret Lives
Pour plus de détails, voir Fiche technique et Distribution.
Secret Lives est un film d'espionnage dramatique britannique réalisé par Edmond T. Gréville, sorti en 1937.

## Synopsis
Peu après le déclenchement de la Grande Guerre, Lena, une jeune femme d'origine allemande vivant à Paris, est internée dans un camp de prisonniers puis recrutée par les services secrets français pour des opérations de contre-espionnage en Allemagne...

## Fiche technique
- Titre : Secret Lives
- Réalisation : Edmond T. Gréville
- Scénario : Edmond T. Gréville, Jeffrey Dell, Basil Mason et Hugh Perceval d'après le roman de Paul de Sainte Colombe
- Photographie : Otto Heller
- Musique : Walter Goehr
- Pays d'origine : Royaume-Uni
- Format : Noir et blanc - 1,37:1 - Mono
- Genre : Film dramatique
- Date de sortie : 1937

## Distribution
- Neil Hamilton : Lt. Pierre de Montmalion
- Brigitte Horney : Lena Schmidt
- Gyles Isham : Franz Abel
- Ivor Barnard : Baldhead
- Charles Carson : Henri